# 下三結
下三結，是臺灣宜蘭縣五結鄉的一個地名，位於該鄉北部。相較於今日行政區，其範圍大致與大吉村相近。

## 歷史
台灣清治末期，下三結地區為一街庄，稱為「下三結庄」，隸屬於二結堡。該庄昔日北隔濁水溪（今名蘭陽溪）與南興庄、霧罕庄為界，東與茅仔藔庄、中二結庄為鄰，南邊為中一結庄、下五結庄，西邊為頂三結庄、二結庄。
1901年（日明治三十四年）11月，該庄隸屬於宜蘭廳，編入第十五區。1905年（明治三十八年）7月，該區改名為「二結區」。1920年（大正九年），該庄改制為「下三結」大字，隸屬於臺北州羅東郡五結庄。
戰後五結庄改制為五結鄉，隸屬於臺北縣，大字亦改制為村。1950年10月，北、基、宜分治，五結鄉改隸屬於宜蘭縣。

## 聚落
本地區發展較早的聚落有水尾社、下三結、大其尾（大旗尾）等，在日治期初期的官方地圖上已有記載。此外，本地區尚有三吉、旗仔尾等聚落。

## 交通
國道5號又稱「北宜高速公路」，是橫跨台灣東西部的高速公路，大致以北北西—南南東走向轉縱向蜿蜒經過下三結地區西部。由該道路向北北西可前往宜蘭、礁溪、頭城西南部、坪林、石碇、南港並止於國道3號南港系統交流道，向南可前往羅東東南部、冬山東部、蘇澳等地。
鄉道宜22線是三星鄉清洲至新店的道路，在本地區路段是「五結堤防道路」的一部分，大致以西北西—東南東走向經過本地區北部的蘭陽溪南岸地帶。由該道路向西北西轉西南西可前往二結、尾塹東部並止於近邊界地帶的縣道196號路口，向東南東可前往茅子寮、一百甲、頂清水並止於新店聚落東側的省道台2線路口。
鄉道宜25線（五結中路二段）是二結至冬山的道路，大致以西北西—東南東走向轉西北—東南走向再轉縱向蜿蜒經過本地區西南部。由該道路向西北西可前往頂三結、二結中部偏西南並止於省道台9線路口，向南可前往下五結東部、頂五結東部（五結市區）、大埔西部、鐤橄社、打那岸東部、月眉東部、武淵、武罕與三堵邊界地帶、珍珠里簡、冬山市區並止於鄉道宜30線路口。
鄉道宜25-1線（大吉五路）是濁水溪至大吉的道路，其北側端點位於本地區東北部鄉道宜22線路口。由此向西南至五結國中轉向西南西並止於本地區西南部邊界處鄉道宜25線本線路口。
鄉道宜27線（三吉路、三吉一路、國民中路）是三吉至五結的道路，其北側端點位於本地區北部鄉道宜22線路口。由此向西南至三吉一路路口轉南南東再轉南再轉西再轉南出境後，可前往下五結東部、頂五結東部的五結聚落（五結市區）西郊並止於縣道196號路口。
鄉道宜29線（三吉二路）是三結至中福的道路，其北側端點位於本地區西北部鄉道宜22線路口。由此向南出境後可前往頂三結東部、四結最東端、下五結中西部、頂五結中西部並止於縣道196號路口。

## 學校
- 五結國中
- 五結國小（部分）